# عملية هيدرا (1943)
عملية هيدرا هجومًا لسلاح الجو الملكي البريطاني على مركز أبحاث علمي ألماني في بينيموند في ليلة 17/18 أغسطس 1943. قائد المجموعة جون سيربي. بدأت هيدرا عملية القوس والنشاب، وهي حملة ضد برنامج الأسلحة الألمانية الخامس.  البريطانيون فقدوا 215 طاقمًا و40 قاذفًا وقتلوا عدة مئات من العمال المستعبدين في معسكر العمل Trassenheide القريب. فقدت لوفتفافه اثني عشر من المقاتلات الليلية وحوالي 170 مدنيا ألمانيا قتلوا، بما في ذلك اثنين من علماء صواريخ V-2. تم تأجيل إطلاق صواريخ V-2 النموذجية لمدة شهرين تقريبًا، وتم تفريق الاختبار والإنتاج وتأثرت معنويات الناجين الألمان بشدة.

### خطة

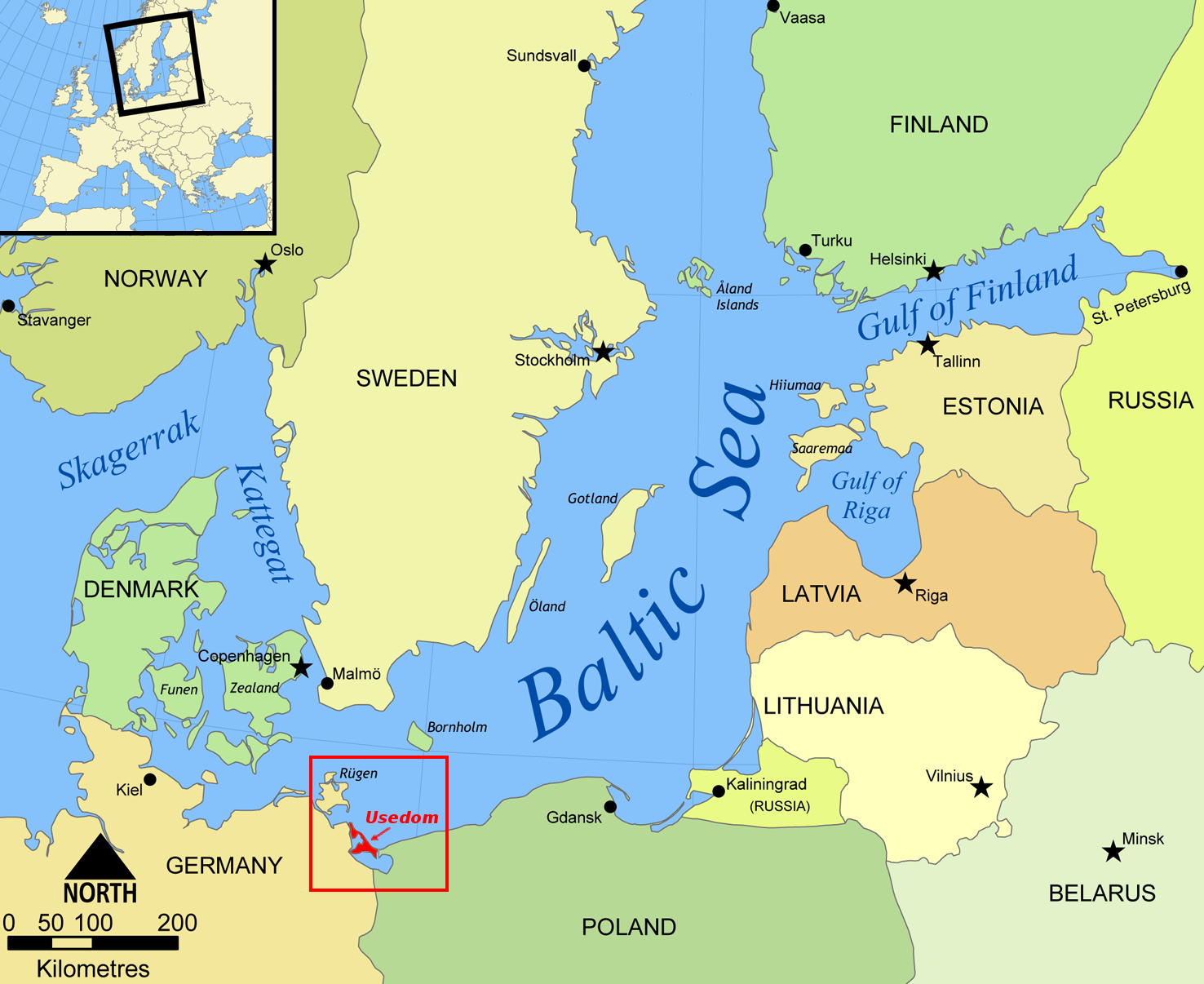
Map of Usedom, showing Rügen to the north

### الموجة الأولى

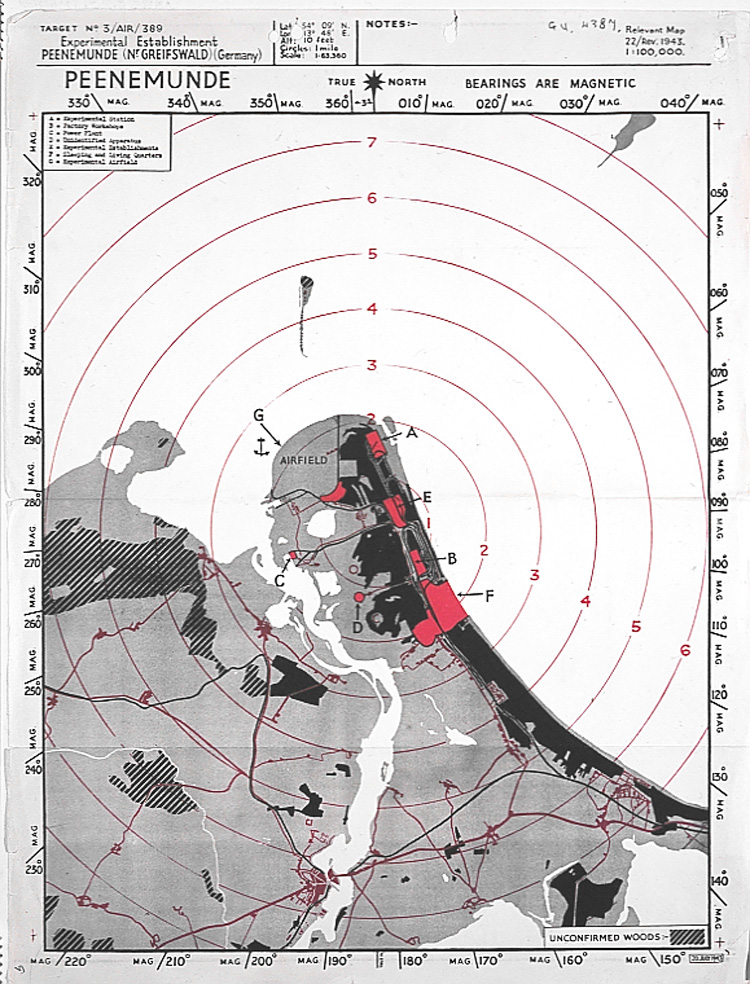
Target 3/Air/389, Attack order with targets highlighted

## هجوم

### لوفتفافه
أرسل فريق Luftwaffe 213 مقاتلاً ليلياً بمجرد وصول القاذفات البريطانية إلى الدنمارك، و158 طائرة تقليدية ذات محركين و 55 طائرة من طراز Wilde Sau (Wild Boar) ذات المحرك الواحد Bf 109 وFw 190. 

## اقتباسات
1. ↑  Irving 1964، صفحة 102.
2. ↑  Neufeld 1995.
3. ↑  Middlebrook 2006.